# 11AM
『11AM』（イレブンエーエム）は、2005年から2006年3月30日まで山陽放送運営のRSKラジオで放送されたラジオ番組。
岡山県のローカル情報を取り上げていた1時間の帯番組で、毎週月曜 - 木曜 11:00 - 12:00（日本標準時）に放送。月曜・火曜に放送の『11AM マダムふっちー編』では淵本文枝がパーソナリティを、水曜・木曜に放送の『11AM タエツマ編』では西田多江がパーソナリティを務めていた。

## コーナー
ちょいちょいクッキング
ヤマキのめんつゆを使った料理を紹介する。